# Згарта (район)
Згарта (араб. قضاء زغرتا‎‎) — один з 25 районів Лівану, входить до складу провінції Північний Ліван. Адміністративний центр — м. Згарта. На сході межує з районом Мініє-Даніє, на півдні — з районом Бішарі, на заході — з районом Кура, на півночі — з районом Триполі.
Адміністративно поділяється на 31 муніципалітет.
| Ліван | Це незавершена стаття з географії Лівану. Ви можете допомогти проєкту, виправивши або дописавши її. |